# Anhydrophryne rattrayi
Anhydrophryne rattrayi — вид земноводних з роду Anhydrophryne родини Pyxicephalidae.

## Опис
Загальна довжина досягає 1,5—2,1 см. Спостерігається статевий диморфізм: самиця більша за самця. За будовою схожа на інших представників свого роду. Забарвлення спини коливається від світло-сірого до темно-коричневого з поздовжньою лінією по хребту. Черево строкате: на білому фоні присутні коричневі або чорні смужки.

## Спосіб життя
Полюбляє тропічні ліси. Зустрічається на висоті до 1100 м над рівнем моря. Активна у присмерку. Живиться дрібними членистоногими.
Розмноження відбувається у сезон дощів. Самиця відкладає 11—20 яєць у спеціально вириту ямку у вологому ґрунті. Яйця майже білі, розміщені у своєрідну желатинову капсулу. Через 11 діб з'являються пуголовки без зябер, які залишаються сидіти разом у ямці. Через 15 діб після цього завершується метаморфоза.

## Розповсюдження
Мешкають у Східній Капській провінції (ПАР).